# アルヴィン・ザイフェルト
アルヴィン・ザイフェルト（Alwin Seifert、1890年5月31日 - 1972年2月27日) は、ドイツの造園家。ランドスケープアーキテクト。大学教員。20世紀初頭のドイツで、エコロジカルな国土緑化環境の構築を担った人物。1934年に開設されたアウトバーンの緑化・景観設計を担当し、道路植栽を景観保全と環境保護の立場から推進した。今日の近代的なランドスケープ保全を築いたとともに、環境問題を世に提起した人物の一人。
インスブルック大学名誉会員。1960年にハノーファー大学フリッツ・シューマッハー賞を、1961年にはメリット・連邦グランドクロスを受賞している。

## 来歴
ミュンヘンに住んでいた建設技術者の息子として生まれた。母はユグノーの出であるが彼の誕生時に死亡した。学校卒業後レンガ職人の職に就く。
1909年からミュンヘン工科大学で建築を学び、1913年に学士試験に合格し卒業。その後、第一次世界大戦を経て同大学の助手として勤務。この時点ではランドスケープアーキテクトと異なる職業であったが、この職業のための研究業務は当時大学にないため、風景構築や植物にも興味を持っていたので、同時にフリーランスで庭づくり業を始めているが、これが1923年のヴァイルハイムのワイツエーカーの土地整備や1929年のミュンヘンの通り「Sturzerstrase」の観葉植物緑化の担当につながる。ミュンヘン・ボルスタイ住宅地における緑化設計は代表作として知られる。
この他、バイエルン国土安全保障協会の建物部門名誉会員になっている。
一方、1930年ごろから自邸で有害物質を使わない園芸手法を実践、量と質で最高の収穫を得る方法の確立を研究して生物学的農耕法の長期にわたる経験を生かしてコンポスト法を開発、後に著書『コンポストの手引き』を刊行した。この思想は1970年代以降に有機農法として確立、今日の園芸や緑-環境保護運動という流れをつけた。
1933年に、高速道路の建設のための委員会の職員（後の監察総監）だったフリッツ・トートから引き合いを受け、1934年にナチス党内の風光明媚な道路の建設構造指導に関する顧問として就任。研究所を組織し、衛生環境に関する監察官の地位につき、パンフレットでドイツの砂漠化を唱え環境問題について啓蒙した。
以来、自論によって自然と景観に好条件下で影響で試行した。
1940年5月、帝国政府の風景構築担当者に任命される。
造園家としてフリッツ・トートの技術顧問になったザイフェルトは、自らの環境策としてもっていたアイデアを実践しようとした。特に、アウトバーンの施工管理は、別の担当専門職らとも既にルート選定確認等で長期間担当する。 
ドイツのランドスケープや、ドイツの持つ植物的なエコロジカルなシステム、その下には土壌があり、祖国の土というものを非常に重要視する、野生の植物を重要視するという考えが当時、ヒトラー政権の時に「ドイツの血と土の協会」というドイツの固有の遺伝子を尊長する19世紀のヘッケルのエコロジー思想の影響が、当時のドイツにおけるアウトバーン政策の中枢にいたザイフェルトが強くそのエコロジー思想を信じ、このエコロジカルな考え方からエコロジカルであると同時に、非常にはっきりとしたドイツの文化ということに結びつくことを悟る。風景にやさしい高速道路という目標を達成するために、ラインホルトトゥグセンの仕事を植物学者に依頼し、アウトバーンサイトで調査したトゥグセンの植物社会学的構造の潜在自然植生をマッピングしている。このマッピングは、現代もドイツ国内の自然植生の基礎資料として機能する。また生態自然の基礎アイデアが戦後に河川工学への応用されることにもなった。
不耕起といった別の分野、ルドルフ・シュタイナーのバイオダイナミック農業や人智学がナチスによる排除に抵抗し、ルドルフ・ヘスに対するその影響は、国家社会主義の間だけでなく、ある程度の保護を受けた以上のように、バイオダイナミック農法の手法を実践したが、当時の国家主義によって、イデオロギーが統合されていった。
第二次世界大戦後に、ソ連占領ゾーンにおける文献リストで、ザイフェルトはゾントホーフェン城 (NS Ordensburg) について記述され非ナチ化のプロセスを最初の道連れとして抵抗するように分類、再びランドスケープアーキテクチャー上で彼の偉大な影響力を試す。戦前に連邦ランドスケープ弁護士になるのには成功しなかったが、その後造園に関する要職に就いている。
1952年から1954年、ヨッヘンスタイン水力発電所の屋外環境整備を担当している。
大学教員としては、1932年から1944年まで、母校で庭の設計や農業施設に関する講座を担当する。1938年、教授に就任。同職は戦後も1949年から1955年まで就いている。1958年からは1963年まで、道路工学を担当、またバイエルン自由州の連邦自然保護の前身の組織である連邦政府会の長もつとめている。レナート・ベルナドットとによって開始された1961年の16署名者の一人で、マイナウのグリーン憲章カウントとなる。